# Nyuggerek
A Nyuggerek (eredeti cím: Golden Years) 2016-ban bemutatott brit akcióvígjáték, amelyet John Miller írt és rendezett. A főbb szerepekben Bernard Hill, Virginia McKenna, Sue Johnstone, Phil Davis, Brad Moore, Mark Williams, Una Stubbs, Ellen Thomas, Simon Callow és Alun Armstrong látható.
Az Egyesült Királyságban 2016. április 39-én mutatták be a mozikban. Magyarországon az HBO hozta forgalomba.

## Cselekmény
Törvénytisztelő polgárként és nyugdíjasként él egy angliai kertvárosban Arthur és Martha Goode. Azonban a nyugdíjuk értékének hirtelen csökkenése a nyugalmas életüket felborítja, mivel a kiadásaikat többé nem tudják kifizetni. Felháborítónak tartják, hogy egy egész élet becsületes munkája után a nyugdíjuk veszélybe került, ezért elhatározzák, hogy visszaszerzik azt a pénzt, ami szerintük jogosan jár nekik.
Kitalálják, hogy a pénzüket bankrablással szerzik vissza attól a banktól, ami elvette tőlük. Arcmaszkot és bevásárlókocsit használva hajtják végre az első rablásukat, majd a következőket is. Az első alkalommal majdnem lebuknak, amikor a rendőrök az idős párt kihallgatják és próbálják őket megnyugtatni.
A tévé a rablásokat „fiatal és profi” elkövetőknek tulajdonítja. A pár hírneve növekszik, ahogy újabb bankokat rabolnak ki, és újból majdnem lebuknak, amikor az idős párt egy rablás után a bankigazgató meghívja teázni, hogy „megnyugodjanak”.
Barátaik (Royston, Shirley, Brian) is csatlakoznak a jövedelmező elfoglaltsághoz, így együtt még merészebb bankrablásokat hajtanak végre.
Mindig egy lépéssel az őket üldöző rendőr, Sid előtt járnak, így nem buknak le, bár egyik új társuk közben természetes módon elhalálozik.

## Szereplők
| Szereplő | Színész          | Magyar hang        |
| -------- | ---------------- | ------------------ |
| Arthur   | Bernard Hill     | Ujréti László      |
| Martha   | Virginia McKenna | Menszátor Magdolna |
| Sid      | Alun Armstrong   | Uri István         |
| Nancy    | Sue Johnston     | Frajt Edit         |
| Royston  | Simon Callow     | Papp János         |
| Shirley  | Una Stubbs       | Zsurzs Kati        |
| Dave     | Nigel Allen      | Kovács Lehel       |
| Stringer | Brad Moore       | Szatmári Attila    |
| Brian    | Philip Davis     | Tarján Péter       |
| Thelma   | Ellen Thomas     | Kiss Erika         |
| Phil     | Mark Williams    | Varga T. József    |
| Charlie  | John Walters     | Kertész Péter      |
| Iris     | Bev Willis       | Bessenyei Emma     |